# 左岭站 (武汉地铁)
左岭站位于中华人民共和国湖北省武汉市洪山区，是武汉地铁11号线的地铁车站。建设时期名为“左岭新城站”。

## 车站结构
车站位于高新大道与九龙湖街“丁”字交叉口，沿高新大道东西方向布置。高新大道北侧为左岭新城还建楼。本站为地下一层侧式车站，地面层为站厅层，地下一层为站台层。车站在高新大道两侧布置有6个出入口。

### 楼层分布
| 地面     | 站厅               | 售票机、客服中心、武漢通充值、洗手間、出入口 |                    |                    |
| 地下一层 | 侧式站台，右侧开门 | 侧式站台，右侧开门                           | 侧式站台，右侧开门 | 侧式站台，右侧开门 |
|          |                    | █ 11号线 往江安路（未来三路）                |                    |                    |
|          |                    | █ 11号线 往葛店南站（葛店南站）              |                    |                    |
|          | 侧式站台，右侧开门 |                                              |                    |                    |

### 車站出口
|                                                 |      |                                         | |
| 出口編號                                        | 設施 | 照片                                    | 建議前往的目的地                                                                                              |
| A                                               |      |                                         | 高新大道 九龙湖街、吴家桥路、武汉光谷左岭第一初级中学、左岭街祥龙社区、左岭街凤鸣社区                         |
| B₁                                              |      |                                         | 高新大道 九龙湖街、武汉市三叶绿化有限公司                                                                     |
| B₂                                              |      | 高新大道 九龙湖街、武汉江韵园林有限公司 | |
| C                                               |      |                                         | 高新大道 九龙湖街、武汉市光谷第二十八小学、左岭大市场、左岭新城·黄陂岭社区B区、左岭街星芯社区、左岭街朝阳社区 |
| D                                               |      |                                         | 高新大道 九龙湖街、武汉市光谷第二十八小学、左岭大市场、左岭新城·黄陂岭社区B区、左岭街星芯社区、左岭街朝阳社区 |
| E                                               |      |                                         | 高新大道 九龙湖街、吴家桥路、武汉光谷左岭第一初级中学、左岭街祥龙社区、左岭街凤鸣社区                         |
| 注： 設有升降機 \| 設有輪椅升降台 \| 設有洗手間 |      |                                         | |

## 运营信息
- 11号线首末班车时间

### 内部链接
- 武汉地铁车站列表